# Резолюция 181 на Съвета за сигурност на ООН
Резолюция 181 на Съвета за сигурност на ООН е приета на 7 август 1963 г. по повод политиката на апартейд в Южноафриканската република.
С писмо до председателя на Съвета за сигурност от 11 юли 1963 г. постоянните представители на 32 африкански държави – членки на ООН, настояват за спешно свикване на заседание на Съвета за сигурност, който да разгледа „взривоопасното положение“ в Южноафриканската република, което е резултат от „недопустимата политика на апартейд на това правителство“, която заплашва международния мир и сигурност и изисква незабавни мерки от страна на Съвета, за да се достигане до решение поради систематичния отказ на южноафриканското правителство да изпълни съответните резолюции на Съвета за сигурност и Общото събрание на ООН. В писмото се заявява, че сериозността на това положение е предизвикало дълбоко безпокойство у държавните глави на независимите африкански държави, които са обсъдили този въпрос на специално съвещание в Адис Абеба от 22 до 25 май 1963 г., на което освен всичко друго държавните глави са взели решение да приложат колективни санкции срещу южноафриканското правителство, в това число и бойкот на външната търговия на страната чрез затваряне на пристанищата, летищата и въздушното пространство на африканските държави за кораби и самолети на Южна Африка.
По време на дискусиите по този въпрос Съветът разглежда и втория доклад на Специалния комитет за политиката на апартейд, провеждана от южноафриканското правителство, в който се обръща внимание, че за последните три години от последната резолюция на Съвета по този въпрос правителството на Южна Африка не е проявило никакви признаци на желание да се съобрази с решението на Съвета и в нарушение на Хартата на ООН е предприело допълнителни мерки по посока на засилване на политиката си на апартейд, като в това число влизат закриването на множество правозащитни организации, преследване и репресиране на техните членове, приемане на диктаторски закони в нарушение на Декларацията за правата на човека и използване на военна и полицейска сила за предотвратяване на мирни протести срещу расовата си политика. Освен това в доклада на комитета се обръща специално внимание, че южноафриканското правителство увеличава числеността на военните и полицейските си сили и засилено ги въоръжава с различни видове съвременно оръжие и боеприпаси, което представлява заплаха за мира и заплашва да влоши ситуацията в републиката. В доклада дори се съобщава, че не всички държави – членки на ООН, са се съобразили с призива на Съвета и Общото събрание да не допускат прехвърляне на оръжие и бойна техника от територията си в Южна Африка, които биха увеличили военния потенциал на южноафриканското правителство.
Като резултат на 7 август 1963 г. Съветът за сигурност приема Резолюция 181, която изразява силното безпокойство и разочарование на Съвета от изложените по-горе данни и решително осъжда политиката на Южна Африка, имаща за цел да увековечи расовата дискриминация, което е несъвместимо с принципите на Хартата на ООН и с ангажиментите на страната, произтичащи от членството ѝ в ООН. В тази връзка резолюцията призовава правителството на Южна Африка да се откаже от политиката си на апартейд и дискриминация, така както то е призовано с Резолюция 134 на Съвета за сигурност, и да освободи всички лица, които са затворени или поставени под домашен арест, или изтърпяват друг вид ограничения заради съпротивата си срещу политиката на апартейд. Освен това резолюцията още веднъж призовава всички държави – членки на ООН, да прекратят доставките си на оръжия, снаряжения и военно оборудване за Южна Африка.
Резолюция 181 е приета с мнозинство от 9 гласа „за“, като двама от членовете на Съвета – Франция и Обединеното кралство – гласуват „въздържали се“.